# Hank Penny
Hank Penny (18 de septiembre de 1918 - 17 de abril de 1992) fue un consumado intérprete de banjo y practicante del estilo musical western swing, además de comediante conocido por su trabajo en "That Plain Ol' Country Boy", con Spade Cooley.  

## Biografía
Su verdadero nombre era Herbert Clayton Penny, y nació en Birmingham (Alabama).
En la década de 1930 Penny era líder de los Radio Cowboys, grupo formado por el guitarra Julian Akins, el steel guitar Sammy Forsmark, el banjo tenor Louis Damont, el bajista Carl Stewart, y el vocalista, guitarrista y violinista Sheldon Bennett. 
Durante los años de la Segunda Guerra Mundial, Penny formó en la emisora WLW Radio de Cincinnati el grupo Plantation Boys, en el que tocaba el violinista Carl Stewart, el guitarra y bajo Louis Innis, el violín Zed Tennis y el primer guitarrista Roy Lanham.
Penny tuvo cinco éxitos en la lista Billboard de singles de country: "Cowboy Swing", n.º 1 en abril de 1940; "I Like Molasses", n.º 6 en mayo de 1940; "Steel Guitar Stomp" (1946), n.º 4, un instrumental con Noel Boggs en la steel guitar y Merle Travis en la guitarra; "Get Yourself a Red Head" (1946), n.º 4; y "Bloodshot Eyes" (1950), también n.º 4 y composición propia. 
Gran amante del jazz, Penny grabó "Hillbilly Be-Bop" para King Records en 1949, incluyendo en su banda  músicos orientados al jazz, como los guitarristas Jimmy Wyble y Benny Garcia. En 1950 el cantante Jaye P. Morgan formó parte temporalmente de su grupo más numeroso, conocido como los Penny Serenaders.
Junto con Amand Gautier, Penny fundó el Club Palomino en Hollywood en 1949. En este local tocaron algunos de los músicos de jazz más famosos del país.
En 1952, Penny empezó a presentar su propia serie en una cadena local de Los Ángeles, The Hank Penny Show, que se canceló a las siete semanas.  
En 1954 Penny se había trasladado a Las Vegas, donde empezó un período de siete años actuando en el casino Golden Nugget Las Vegas, al frente de una banda en la que se encontraba el virtuoso de la steel guitar Curly Chalker y Roy Clark, que influyó considerablemente sobre Penny y el uso del humor en sus actuaciones.
Penny actuó junto a Peggy Conner en la sitcom America 2-Night, interpretando ambos a un matrimonio intérprete de country llamado Buck and Harriet Pine.
Hank Penny falleció en 1992 en Camarillo, California, a causa de un fallo cardiaco. Estuvo casado con la cantante de country Sue Thompson entre 1953 y 1963. Tuvo una hija, la actriz Sydney Penny, y un hijo, Grez Penny Greg Penny, productor de discos para artistas como Elton John y K.d. lang.